# Kako je mladenič po kopni zemlji prijadral po nevesto
Kako je mladenič po kopni zemlji prijadral po nevesto je slovenska ljudska pravljica, neznanega izvora, zapisal jo je J. P. Planinski, prvič objavljena v Zbirka narodnih pripovedek za mladino leta 1892.

## Vsebina
Bogat grof je imel lepo hčer, ki je slovela po vsej deželi zaradi svoje lepote. Omožil bi jo s tistim, ki bi prijadral na ladji po kopnem do njegovega gradu.
Trije bratje, ki so prav tako živeli v tisti deželi, so se odločili, da poskusijo srečo. Najprej poskusi najstarejši. Odpravi se v gozd, kjer se ob srečanju s starcem temu zlaže na postavljeno vprašanje. Nato doživi neuspeh, ko skuša posekati bukev – vsakokrat, ko zamahne s sekiro, iz debla prileti lesena žlica. Mladenič pobere vse žlice in odnese domov, da bi tržil z njimi.
Nato gre srednji brat v gozd, in ob srečanju s starcem ne stori nič bolje kot starejši brat – ne izda mu svojih pravih namenov. Ko poskusi posekati bukev je prav tako neuspešen – le da tokrat iz debla priletijo sklede.
Tretji, najmlajši, pa se ob srečanju s starcem ne zlaže ampak mu pove svojo resnično namero. Starec mu tako ponudi nasvete, kako bo nalogo dobro opravil. Mladenič ga upošteva. Tako dobi ladjo s katero se odpravi proti grofovemu gradu.
Med potjo sprejme na krov (po starčevem nasvetu) pet neobičajnih prebivalcev pravljične dežele. Vsak med njimi pa ima svoje posebne sposobnosti.
Ko pridejo do grofovega gradu, jih le ta sprejme, vendar svoje hčerke ne da takoj. Najprej postavi mladeniču nalogo, da s svati sodelujejo na bogati pojedini, in mu zabiča, da pojejo in popijejo vse, kar se pred njih postavi. Druščina nalogo uspešno opravi, saj imajo v svoji sredi človeka, ki rad je in človeka, ki rad pije.
Kralj, nezadovoljen z njihovim uspehom, jim dodeli še eno nalogo – iz oddaljenega studenca, ki se nahaja v drugem cesarstvu, mu morajo prinesti vode še isti dan. Tudi to nalogo druščina uspešno opravi, saj jim tokrat pomagajo sposobnosti treh pastirjev.
Tako najmlajši brat končno dobi mlado grofično za ženo.

## Analiza
- Pripovedovalec - tretjeosebni

- Književni prostor - Deveta dežela

- Književni čas - neznan

- Književni liki - trije bratje; starec; mož, ki veliko pije; mož, ki veliko je; trije pastirji; grof; grofova hči (le omenjena)

- Motivi - opravljanje nalog, obljuba poroke z grofovo hčerko, srečanje s starcem

- Značilnosti ljudskega slovstva
  - anonimnost avtorja
  - ustno izročilo
  - stalna ljudska števila: trije bratje
  - ponavljanja: mladenič, grof
  - okrasni pridevki: mlada grofica, najimenitnejša jedila, raznovrstna pijača
  - pretiravanja: velikanska ladja; človek, ki vse poje in človek, ki vse popije; pastir, ki kamen vrže šest ur daleč
  - preprost jezik

## Interpretacija
Postavitev dogajanja pravljice v Deveto deželo je skupna kar velikemu številu pravljic. Hkrati je izogibanje resnično obstoječim deželam smiselno, saj otrok dogajanje (in problematiko, ki jo pravljica obravnava) lažje projicira na umišljen prostor, ki obstaja le v njegovi domišljiji. Značilna za pravljico so tudi stalna števila, ki se pojavljajo. V imenu dežele je število devet (Deveta dežela), sicer pa so to še števila tri (trije bratje), dvanajst, štiriindvajset … Deveta dežela je tako poleg neznane lokacije še zelo oddaljena (devet dežel vstran).
Pravljica nas že na začetku seznani z glavnim motivom dogajanja. To je poskus mladeniča pridobiti lepo grofovo hčerko za ženo. Grof je predstavljen kot zelo bogat (večje število gradov), hkrati pa kot zelo posesiven oče. Postavi namreč navidez neizvedljivo nalogo (še najmlajši sin reče, da mu bo uspelo le z božjo pomočjo, torej se zaveda nemogočih pogojev). Tako si lahko zagotovi, da mu nihče ne bo vzel hčerke. Ta odnos očeta do hčerke bi upravičeno lahko označil kot ojdipski odnos (ime je problematičen odnos dobil po znanem mitu o Ojdipu, v svojih teorijah psihoanalize ga je med prvimi obravnaval Freud). 
Bratje so trije, kar je precej pogost pojav v pravljicah. Vsi se odločijo uspešno opraviti grofovo preizkušnjo, vendar jo uspešno opravi le najmlajši. Zmaga najmlajšega je pogosta v pravljicah, vendar ne velja vedno (v Treh prašičkih se volka ubrani le najstarejši, ki realno dojema situacijo v katero je postavljen). Trije bratje so sicer vsaka oseba zase, vendar nam pravljica ne kaže nikakršnih zunanjih razlik med njimi (npr. imen, telesnih značilnosti …), razlikujejo se le po starosti (torej le kvalitativno) ter po tem, kako se lotijo naloge). To nakazuje, da pravljica pravzaprav predstavi različne plasti enega človeka. Prvi in drugi brat se naloge lotita samostojno in želita zasluge pripisati le sebi. Odpravita se v gozd, ki v mnogih pravljicah simbolizira prostor skrivnosti, nevarnosti, a tudi prostor, kjer se pokaže človekov pravi jaz. Tam srečata starca, ki mu prikrivata njun pravi namen odhoda v gozd. Starec je zelo pogost lik v pravljicah in je pravzaprav prispodoba za modrost, izkušenost. Brata torej zavrneta pomoč odraslega človeka, sama pa se želita čim prej povzpeti v svet odraslih. Prehod v svet odraslih omogočata preizkušnja modrosti in poroka. Toda odrasti je nemogoče brez pomoči odraslih, ki imajo vlogo staršev. Ti morajo otroku postopoma podajati razlage o svetu in jih vpeljevati v naloge življenja. Brata, ki se polastita laži kot sredstva zaščite lastnih interesov in zavrneta pomoč starca, ostaneta fiksirana na oralni stopnji razvoja otroka, kar nam pravljica slikovito prikaže – iz debla bukve priletijo žlice oziroma sklede, oboje je simbol za hrano. Brata se zadovoljita torej z danimi dobrinami in nameravata od njih živeti.
Najmlajši brat se odloči odkrito spopasti z nalogo. S starcem odkrito spregovori o svojih namerah, zato je tudi deležen nasveta. Najmlajši se odloči, da bo nasvet upošteval in za to je bogato poplačan. Ne le da mu uspe z ladjo pripluti do gradu, starec mu je podal tudi nasvet, ki je dolgoročno koristen, a se tisti trenutek morda zdi zelo neumesten. Svetuje mu, da naj med potovanjem na ladjo sprejme vse, česar še nikoli ni videl. Kasneje se to izkaže kot zelo moder nasvet, saj mu osebe, ki jih je sprejel na ladjo, uspešno pomagajo opraviti še drugi dve nalogi. Ladja v simboliki že od nekdaj predstavlja življenje posameznika (pogosto v pesmih, na primer Lermontova pesem ''Jadro''). Starec mu torej z nasvetom najprej pomaga zgraditi njegov jaz, ki se nato med potovanjem (plovba predstavlja pot skozi življenje proti določenemu cilju) razvija v zrelo osebo. Mladenič med potjo sprejema na ladjo le stvari oziroma osebe, ki jih še nikoli ni videl, kar je kjučnega pomena za izkušnje, saj se le tako lahko razvija. Najprej sprejme na ladjo človeka, ki veliko pije, nato še človeka, ki veliko je. Kasneje povabi na ladjo še tri pastirje, od katerih eden dobro vidi, drugi hitro in daleč stopi in tretji natančno in daleč vrže kamen. To si lahko razlagamo na precej preprost način. Sposobnosti omenjenih posameznikov so v bistvu potencirane sposobnosti, ki naj bi jih zdrav človek tekom razvoja moral osvojiti – torej ne le sprejemanje in zadovoljevanje primarnih potreb (hrana in pijača) temveč tudi sposobnost zaznavanja, uveljavljanja moči in fizične zmogljivosti.
Druščina pride do grofovega gradu, tam pa jih pričakata še dve nalogi. Kot je omenjeno že prej, lahko to razumemo kot grofov poskus iz obupa obdržati hčerko pri sebi, lahko pa to razumemo kot zadnja preizkušnja pred prehodom v obdobje odraslega človeka oziroma kot obred iniciacije. Mladenič te naloge lahko opravi le z družbo posameznikov, ki jih je srečal na potovanju, torej kot oseba z mnogo raznolikimi izkušnjami uspešno vstopi v svet odraslih (kar v mnogih kulturah simbolizira poroka).
Pravljice nikoli ne dajo upanja, da so dogodki, ki so pripovedovani, umeščeni v realnost. Mnogo pravljic celo precej odkrito nakaže, da se vse iracionalnosti zgodijo, ko glavni junak zaspi, ga zagrne tema, se izgubi v začaranem gozdu, umre … V tej pravljici nas sicer začetek takoj ponese v pravljično deželo, toda zaključek je povsem realen. Po poroki sta šla mlada dva v sosednji grad in tam še danes srečno in zadovoljno živita, če že nista umrla. Torej nobene večne mladosti, temveč povsem običajno življenje v zakonski skupnosti do smrti.

## Povezava z drugimi pravljicami
Pravljica ima nekatere skupne značilnosti z drugimi znanimi pravljicami. Pogost pojav so  trije bratje. V zbirki slovenskih pravljic so podobne še pravljice S kačo se je oženil, Zdravilno jabolko (trije bratje, prestati morajo različne naloge da na koncu dobijo obljubljeno nagrado), O povodnem možu, Kaj ni nikoli bilo in nikoli ne bo (trije bratje, najmlajši reši starejša dva).
Pravljic na temo potegovanja za kraljičino roko, oziroma za obljubljeno kraljestvo (ali kako drugo nagrado) je ogromno, tako slovenskih kot tujih.
Med slovenskimi ljudskimi pravljicami ni zaslediti nobene druge pravljice, v kateri bi se pojavila barka oziroma ladja, ki pluje po kopnem oziroma po zraku.